# Navardún
Navardún – gmina w Hiszpanii, w prowincji Saragossa, w Aragonii, o powierzchni 24,5 km². W 2011 roku gmina liczyła 47 mieszkańców.